# 패미통

《패미통》(Famitsu, 일본어: ファミ通)은 카도카와 그룹 산하의 주식회사 카도카와 게임 링키지(KADOKAWA Game Linkage Inc.)에서 발행하는 일본 최대의 콘솔 게임 주간지이다. 이전에는 아스키(창간부터 2000년 3월까지), 엔터브레인(2000년 4월부터 2013년 9월까지), KADOKAWA(2013년 10월부터 2015년 3월까지), 카도카와(カドカワ, 2015년 4월부터 2017년 6월까지)에서 발행하고 있었다. 이전에는 《패미컴 통신》(일본어: ファミコン通信)이라고도 불렸다. 《주간 패미통》은 매주 목요일에, 그밖의 파생 잡지는 월간, 격월간, 계간, 부정기로 발매가 이루어진다. 2019년 시점의 공칭 발행부수는 20만부이다.
1986년 컴퓨터 잡지 《Login (로그인)》에서 파생된 텔레비전 게임 전문지 《패미컴 통신》으로 창간했다. 1995년부터는 창간 당시부터 사용되고 있었던 약칭 《패미통》을 정식 명칭으로 삼았다. 현재 일본에 출시되는 거의 모든 콘솔 플랫폼의 게임 소프트와 더불어 영화 및 DVD, TV 프로그램, 도서 등의 종합 정보지로, 일본의 거의 유일한 게임계 주간지이다.

## 메탈릭 가바스
패미통 지상에서 사용할 수 있는 포인트 서비스. 통칭 " 가바스 ".
이것은 "패미통 반상회" 등 독자 페이지에 사연이 채택되면 그 가바스 티켓을 구할 수 일정한 가바스 티켓을 편집부에 송부하면 반드시 그 상품에 교환 할 수 있다.
상품은 게임기 본체 및 주변기기, 게임 소프트 중에서 선택할 수 있다.

## 대표 마스코트
마스코트는 마쓰시타에 의해 디자인 된 여우의 캐릭터  '넷키' . "넷키"는 창간 당시 '선'이라는 말 자체가 새로웠다 수도 일러스트 담당 마쓰시타 등이 '패밀리'  '안녕'  '라면 여우의 캐릭터다 "라는 것을에서 여우의 마스코트 캐릭터가 되었다고 말하고 있다.
명칭은 독자에 의한 공모에 의해 결정되었다. 덧붙여서 "넷키"라는 여우를 거꾸로 읽은 것이고, "아스키" "미키"등 유사하며 어감이 좋았다는 점에서 채택되었다.

## 패미통 어워드
2005년부터 개최되어 그 해에 발매된 소프트에서 뛰어난 소프트 게임 크리에이터 제작 회사 등을 독자의 투표 · 판매량 · 화제 성 등을 바탕으로 선택 주어지는 상이다. 대상인 게임 오브 더 이어 외에도 다양한 상품이 있지만, 크로스 리뷰 평가를 하지 않았던 소프트가 수상하는 등 독자 투표를 기반으로 한 평가가 이루어지고 있다.
또한 닌텐도, 마리오, 미야모토 시게루는 전년도 수상이라는 이유로 2008년도에 투표 대상에서 제외되어 있었지만, 2009년도부터는 전당으로 투표 대상에서 제외되기도 했다. 또한 전년도 수상의 투표 대상에서 제외는 2008년도 이후는 이루어지고 있지 않다.

## 역대 편집장
- 初代 小島文隆（小島ファミ隆） - アクセラ社長（2000年解散）。
- 2代目 塩崎剛三（東府屋ファミ坊） - アクセラ取締役を経て、現アイスコメット社長。
- 3代目 浜村弘一（浜村通信） - エンターブレイン社長、KADOKAWA常務取締役を経て、現カドカワ取締役。2009年2月まで誌上に浜村通信を掲載。
- 4代目 加藤克明（バカタール加藤） - 誌上にバカタール加藤のアノ人に聞きたい!を掲載。
- 5代目 長田英樹（カミカゼ長田、旧ペンネーム、うしろから長田）
- 6代目 林克彦（フランソワ林） - 編集長代理から編集長になる。

## 광고비
2009년 8월 시점에서 의지면 광고비는 다음과 같다
- 단차 정체 (부착면 포함한 기사 9p) : \ 6,500,000
- 섹시녀 정체 (기사 8P) : \ 5,400,000
- 독점 특종 조각 관음 (기사 3P + 광고 3P) : \ 2,800,000
- 독점 특종 특보 정체 (기사 2P) : \ 1,500,000

게임 소프트 중에서 선택할 수 있다.

## 불상사
- "파이널 판타지 XI"는 담당 작가가 특정 작업 매도과 게임 중에서 편집자로 있는 동안  불공정한 행위를 했다 등의 이유로 일부 사용자가 게임 내에서 항의 활동을 일으킨다에 이르고 한[2]. 후에 담당 작가가 다른 작가가 쓴 것으로 변명했다.
- 2007년 공식 사이트에서 "마지 콘"이나 개조 도구에 대한 링크를 하고 있었다. 후 닌텐도 다른 52 개사가 마지 콘 제작사를 제소했을 때 "livedoor 뉴스"에서도 이 사건이 다루어 진[3].

## 기타
- 도쿄 게임 쇼 2013  SCE 부스에서 동일한 카도카와 계열의 게임 잡지 인 '전격 PlayStation "와 더블 편집 책자 무료 배포 등의 첫 협업 서비스가 실현 된다.[4].
- 크로스 리뷰 초기에 여성 관점에서 게임을 논평했다 모리시타 마리코 내용은 그 문체에서 오랜 "사실 존재하지 않는다" "남성 편집자 여성의 모습을 쓰고있다"고 소문 되어 있었지만, 잡지의 전 편집장이던 [하마 무라 통신]]는 "(소설 속의 인물이긴하지만)하지만 안의 사람은 잘 여성들이하고있었습니다. 어쩐지 아이돌 같은 걸 만들고 싶었거든요 (웃음)」라고 코멘트하고 있다.[5]

## 같이 보기
- 엔터브레인
- 패미통 문고